# Cham des Bondons
La Cham des Bondons est un plateau calcaire s'étendant au sud-ouest du mont Lozère inclut dans le parc national des Cévennes, dans le département de la Lozère.
Avec 154 menhirs, la Cham des Bondons constitue la deuxième concentration de monuments mégalithiques d'Europe après les alignements de Carnac en Bretagne.

## Le plateau
La Cham des Bondons est un plateau calcaire d'une dizaine de kilomètres carrés s'étendant au sud-ouest du mont Lozère, à une dizaine de kilomètres de Florac, dans le département de la Lozère. Ce plateau tient son nom du mot occitan local Cham (« plateau » ou « causse ») et de la proximité de la commune des Bondons.
Le plateau recèle une curiosité géologique : le Puech d'Allègre et le Puech de Mariette correspondent à deux éminences de marnes noires riches en fossiles, protégées par des strates de calcaire dolomitique. Sur le socle granitique des Cévennes, ces deux butte-témoins jurassiques ceinturées de talus marneux font partie des formations calcaires résiduelles d'avant-causses ayant résisté à l'érosion du Tarn. Ces puechs (du latin podium, « terre élevée ») seraient issus selon la légende locale de la boue tombée des sabots ou des bottes de Gargantua. C'est ainsi qu'en décrottant ses chaussures, il aurait fertilisé la terre de ces deux mamelons marno-calcaires,.
Au sud du plateau, une faille nord-sud est à l'origine de la création d'un aven, s'ouvrant en amont du vallon de Malpertus, qui donne accès à la grotte de Malaval. Cette grotte est connue depuis le VIIIe siècle au moins mais elle n'a été explorée qu'à partir des années 1950 par une équipe du BRGM dirigée par Jacques Rouire. La grotte est connue dans le monde de la spéléologie pour certaines de ses galeries abritant des concrétions d'aragonite d'une grande finesse et diversité.

## Menhirs de la Cham des Bondons

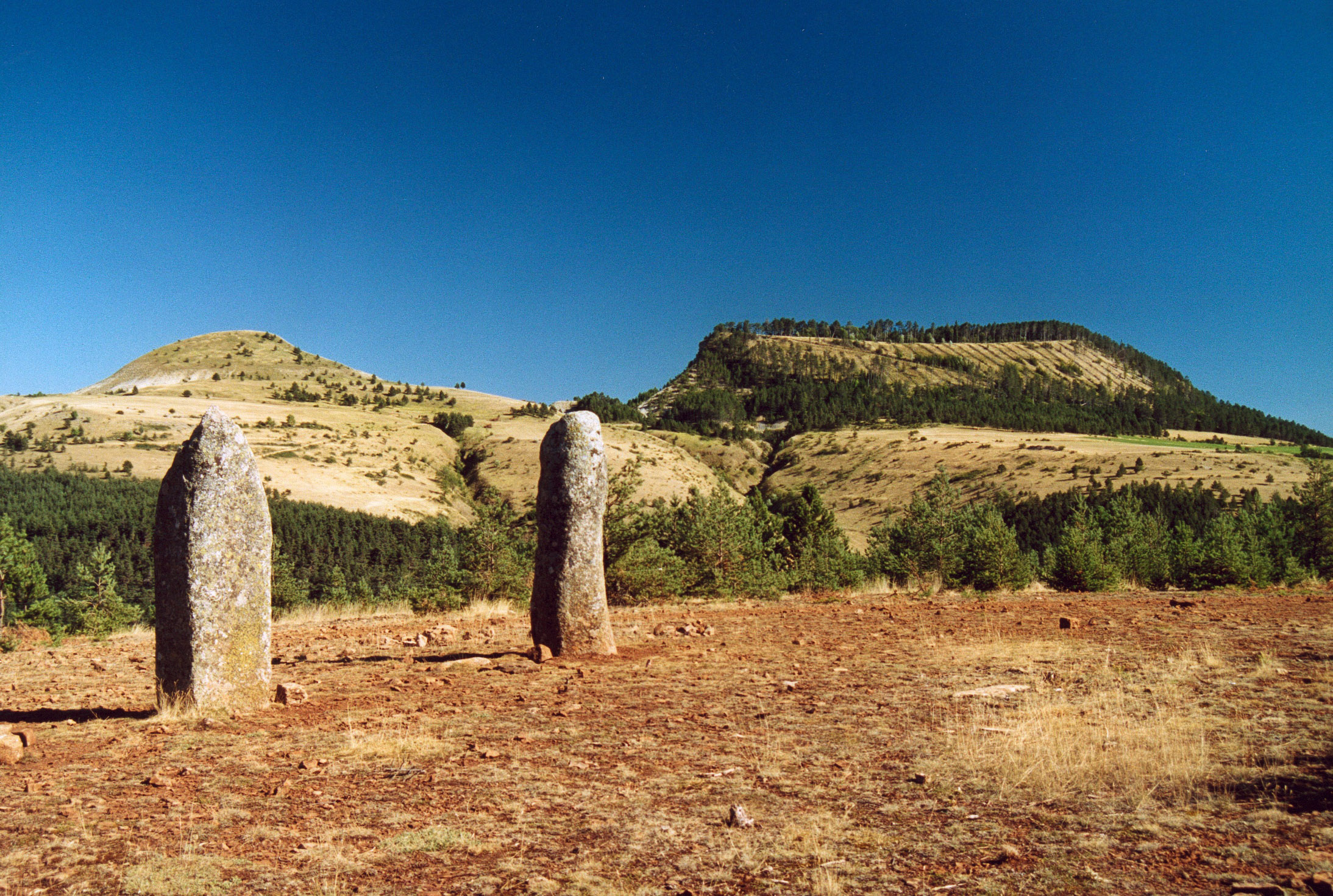
Deux menhirs en premier plan, l'un des puechs à l'arrière.

Le plateau concentre sur sur une aire d'à peine 10 km2 plus de 150 menhirs répartis en plusieurs groupes. En dehors de ces groupes, il existe d'autres menhirs isolés (menhirs du village des Bondons, de la Can d'Issenges, du col de Montmirat, de Cocurès, de Malaval, des Puechs, de Lozerette, de Champ Ferrier, de Mont Vert).

### Historique
Le premier inventaire de ces monolithes a été réalisé par le docteur Charles Morel dans les années 1940, il recense alors environ 120 menhirs. Dans la seconde moitié du XXe siècle, Gilbert Fages, du service des Antiquités de la Lozère, mène un travail systématique d'exploration du plateau et complète cet inventaire. Beaucoup de menhirs sont découverts couchés au sol et ont été relevés dans les années 1980-1990 dans le cadre d'opérations conjointes entre la DRAC Occitanie et le parc national des Cévennes.

### Caractéristiques
Les menhirs de la Cham des Bondons ont été taillés dans du granite alors que les sites d'implantation sont situés sur des terrains calcaire, ce qui implique un transport entre les sites d'extraction et d'implantation. Une carrière de menhirs a été reconnue par le docteur Charles Morel au-dessus du lieud-dit Fontpadelle. Sur place, on peut encore voir au moins cinq belles dalles de granite en position inclinée et prêtes à être transportées vers la Cham des Bondons. Le dénivelé est assez important tout comme la distance entre ce centre d'extraction (entre 800 et 1 200 m). On notera sur ce site la présence d'un grand bloc de granite dont il manque un grand fragment à la silhouette caractéristique. Le fragment manquant a été  utilisé pour dresser une stèle en l'honneur des sœurs Dupeyron, deux institutrices mortes durant l'hiver 1941, prises dans une tourmente de neige en voulant se rendre à leur poste de travail,. Une seconde carrière de menhirs, de taille nettement moins importante, est visible plus au sud au lieu-dit Pranleri.
Les menhirs locaux sont pratiquemnt toujours fusiformes, les arrêtes ont été polies et les sommets sont souvent en forme d'ogive ou de cône légèrement aplati.

## Groupes de menhirs

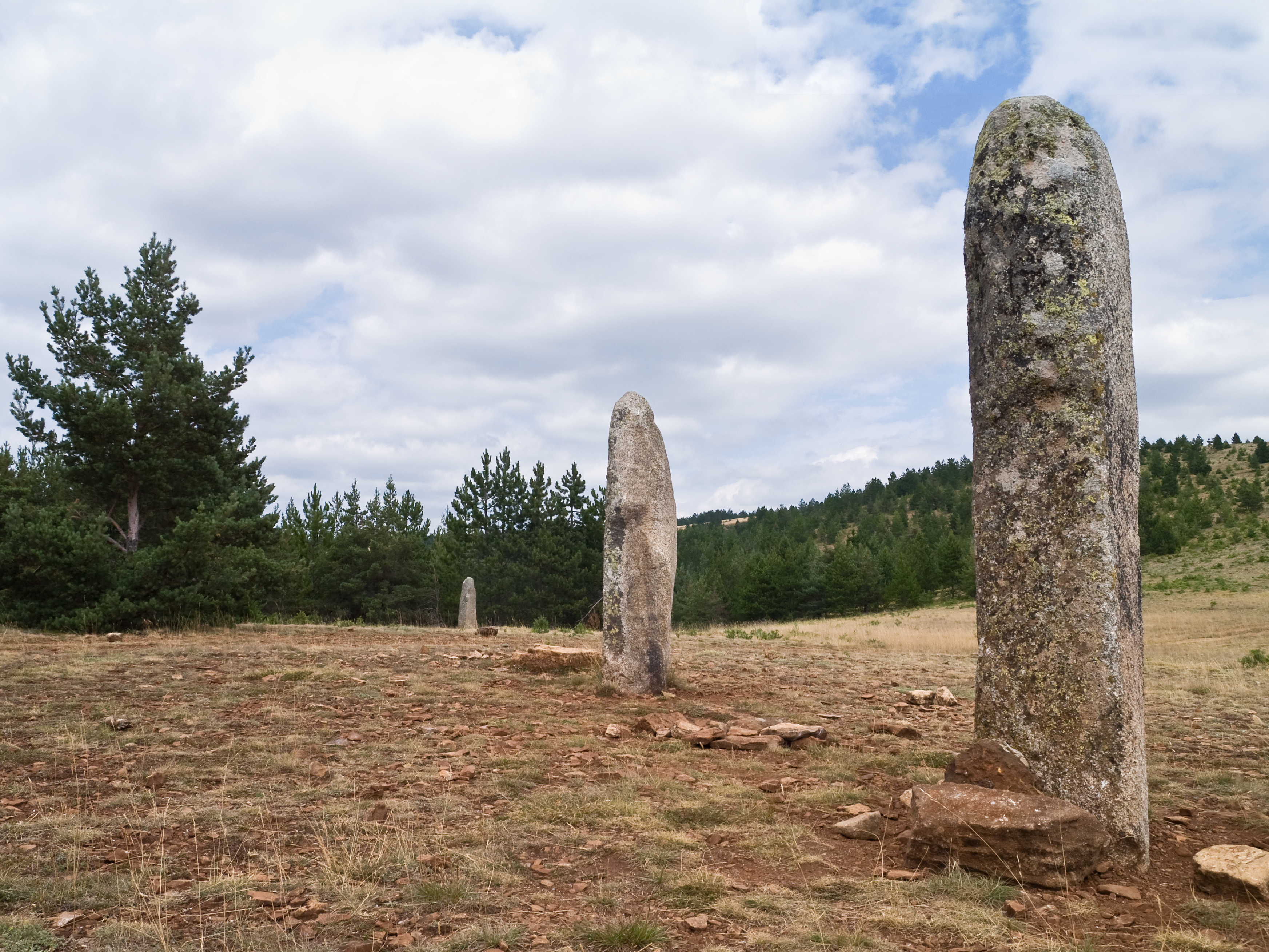
Menhirs alignés de Chabusse.

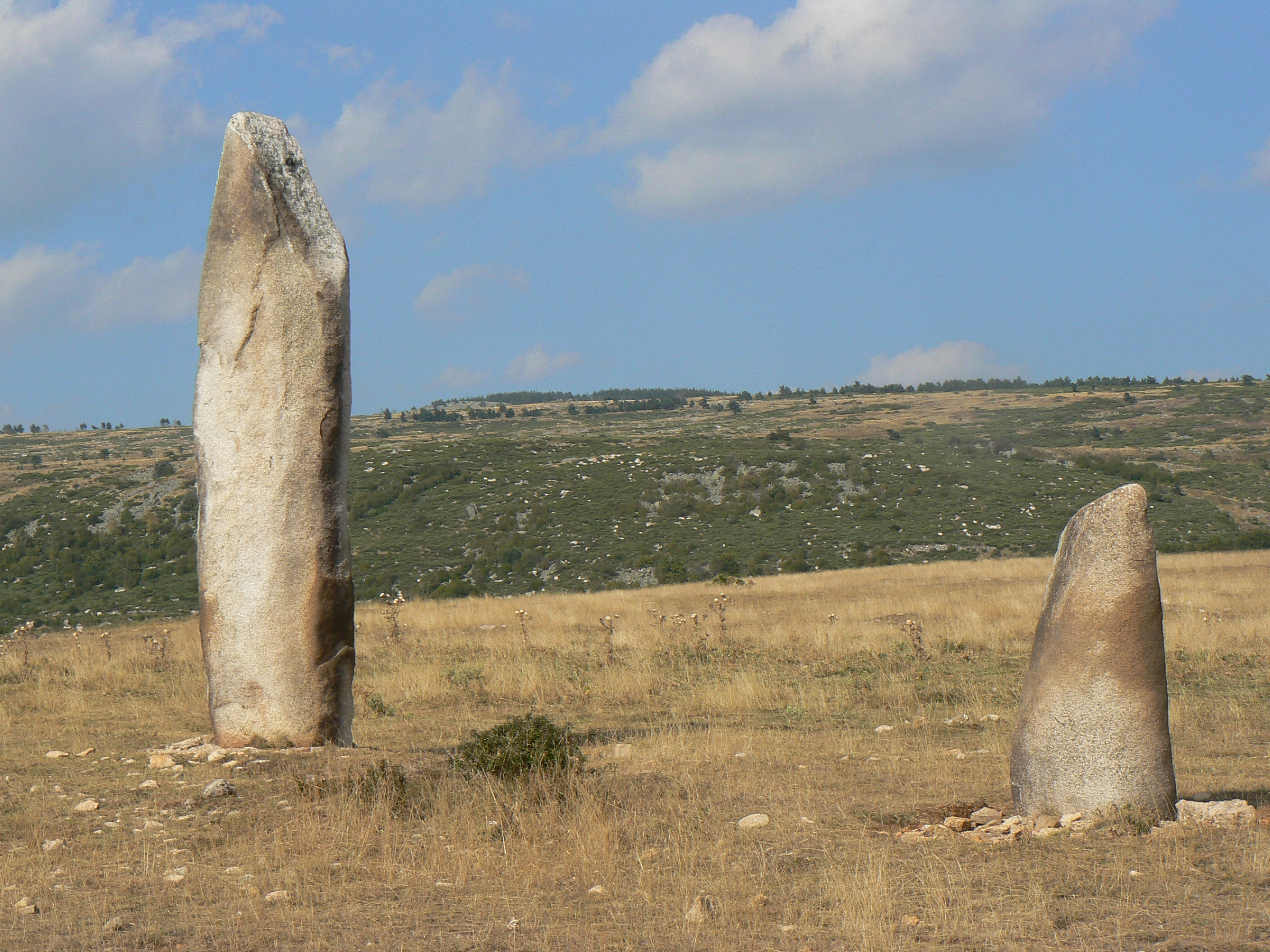
Menhirs jumeaux de la Veissière.

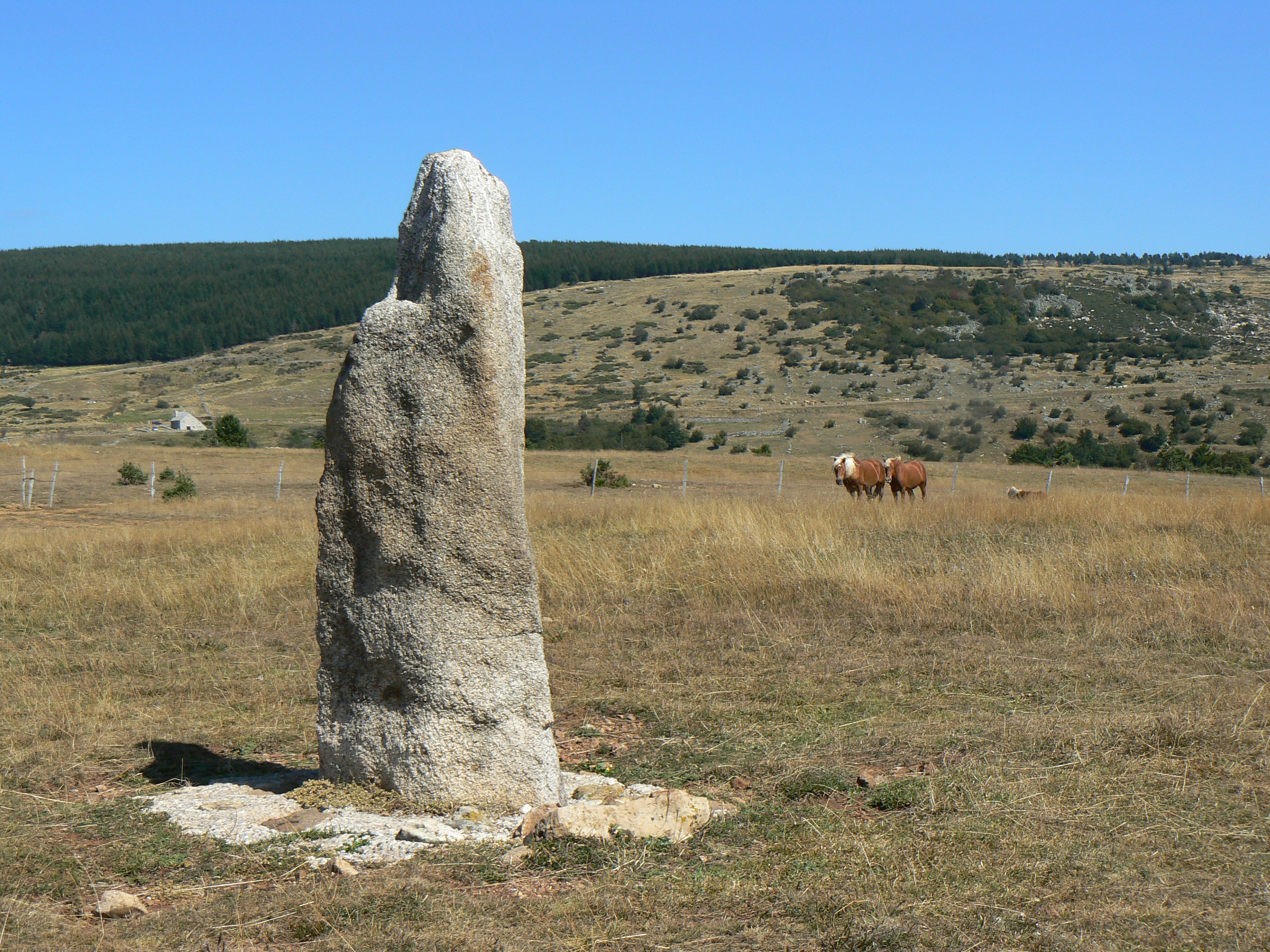
Menhir du groupe de Colobrières.

### Groupes de la Fage
Les deux groupes s'étirent sur deux lignes de crêtes distinctes d'environ 500 m, séparées par un ravin, mais sensiblement parallèles orientées nord-sud.
Selon les auteurs, la dénomination n'est pas toujours la même mais Morel dénomme premier groupe le plus oriental des deux, qui est certainement le plus connu et le plus visité désormais. Dans l'inventaire de Morel, le premier groupe comporte 14 menhirs. Ces menhirs ont été inscrits au titre des monuments historiques par arrêté du 5 juin 1941 . Les trois premiers sont orientés est-ouest. Le menhir n°1 est de forme pyramidale, les menhirs n°2 et 3 sont à l'état fragmentaire. Le menhir n°4 voisine avec un tumulus. Le menhir n°5 est localement connu sous le nom de Pierre des Trois Paroisses ou Pierre des Trois Communes car elle sert de limite aux communes des Bondons, d'Ispagnac et de Saint-Étienne-du-Valdonnez. C'est un beau monolithe, qui est longtemps demeuré couché au sol, en forme de pyramide tronquée (la base est manquante) qui devait mesurer plus de 5 m de longueur à l'origine. Il a depuis été redressé et s'élève à moins de 3 m de hauteur. Il comporte deux profondes rainures correspondant à une ancienne tentative de débitage. En suivant la crête, on atteint les menhirs n°6 et 7 situés à une soixantaine de mètres plus au sud, des tumuli funéraires non mégalithiques datés de l'âge du fer et le dolmen des Combes. Le menhir n°8 est brisé. Les menhirs n°9 à 11, connus sous le nom de menhirs de Chabusse sont parfaitement alignés selon un axe sud-est/nord-ouest. Une hache en granite poli a été retrouvée à proximité.
Le second groupe comprend des menhirs de taille moyenne (entre 1,50 et 2,50 m), souvent regroupés par paire parfois brisés en plusieurs parties, en grande partie masqués par la végétation suite à un reboisement. Trois menhirs sont inscrits au titre des monuments historiques par arrêté du 5 juin 1941.
Une dizaine d'autres menhirs, dont les découvertes sont postérieures à l'inventaire de Morel, mesurant entre 1,60 et 2 m sont situés à l'est de la Pierre des Trois Paroisses

### Groupe de la Baraque de l'Air
Ce groupe est situé au sud du lieu-dit de la Baraque de l'Air. Ce groupe compte 19 menhirs, aucun ne dépasse 3 m de hauteur, dessinant parfois des alignements.

### Groupe de la Veissière ou de la Fare
Ce groupe est situé à l'ouest/sud-ouest des hameaux de la Veissière et de la Fare. Le groupe comporte environ 40 menhirs, dont les plus grands menhirs de la Cham des Bondons (deux monolithes dépassent 5 m de hauteur). La plupart ont été restaurés. Vingt-trois des menhirs du groupe sont inscrits au titre des monuments historiques par arrêté du 5 juin 1941.

### Groupe de Colobrières
Le groupe de Colobrières est séparé de celui de la Veissière par un profond ravin. Le groupe comprend un grand menhir de près de 4,10 mètres de hauteur, à base rectangulaire et sommet arrondi, dont le poids est estimé à 7 tonnes. Ce menhir est inscrit au titre des monuments historiques en 1941. Les autres menhirs du groupe sont tous renversés au sol et de dimension inférieure.

### Groupe de la Maisonnette
Le groupe comporte 13 menhirs, dont six petits menhirs fusiformes de moins de 2 m alignés selon un axe est-ouest et quatre menhirs plus grands (entre 1,85 m et 2,50 m). Le menhir n°13 mesure 2 m, il est vaguement anthropomorphe. L'ensemble est inscrit au titre des monuments historiques par arrêté du 5 juin 1941

### Groupe de la colline de Treimès
C'est le groupe le plus oriental. Il comprend trois menhirs répartis de part et d'autre d'une colline. Le plus important mesure 4 m de long et son poids est estimé à 6 tonnes. Les trois menhirs sont inscrits au titre des monuments historiques par arrêté du 5 juin 1941.